# 함묵
함묵(緘默)은 말을 하지 않는 장애이다.

## 증상
가정 내(경우에 따라서는 이웃까지도 포함하여)에서는 아주 정상적으로 가족들과 이야기를 하면서도 학교(경우에 따라서는 이웃에서도)에서는 완전한 침묵을 지키는 아동이다. 초등학교 6학년 동안 끝내 그 목소리를 듣지 못하고 끝난 예도 있다. 학교 내에서는 침묵 외에 행동억제·긴장·자발성의 결여·웃지 않는 등의 행동을 보이는 일도 많다.

## 원인
이와 같은 증상을 나타내는 어린이의 대부분은 불안도가 높고 적응력의 폭이 매우 좁은 것이 그 특징이다. 또한 유아기의 양육 환경에도 문제가 있었던 경우가 많다. 그 하나는 사회적 경험의 부족이며, 유치원이나 초등학교에 입학할 때까지 거의 가족 이외의 사람과 접촉한 경험을 갖지 못했다든지, 가정 밖에 나간 일이 극히 적었다든지 한 경우이다. 가정을 떠나 커다란 집단 속에 외롭게 방치되어 정서적으로 안정을 잃게 됨으로써 이런 유의 행동이 출현한다. 다른 하나는 모친의 태도에 일관성이 없고 거부와 과보호(過保護)의 양상(兩相)을 내포한 양육방법을 받은 경우이다. 또한 조모와 모친 사이의 태도의 차에 의해서 생기는 일도 있다. 여하간에 자기에 대한 타인의 태도에 적의 혹은 거부를 기본적으로 내포한다고 보고, 그것에 대한 자아방위기제(自我防衛機制)로 '지껄이지 않는다'라는 방법을 선택한 것이 이에 해당한다.

## 치료
함묵은 쉽게 치료되지 않으며 오히려 어렵다. 먼저 시간이 소요된다는 것, 또한 일단 회복되었다고 보였어도 예후가 나빠서 때때로 재발한다. 이것은 담임만으로는 강한 방어기제를 가진 자아 그 자체에 밀착된 치료나 지도가 곤란하다는 점 때문이다. 따라서 전문가와의 협력체제가 필요하다. 방법의 첫째는 입을 열게 하는 것보다도 먼저 학교장면에서 본인이 충분히 안정된 기분으로 행동할 수 있게 하는 것이 필요하다. 이를 위해서는 소집단 지도가 효과적이며, 때때로 각종 그룹 활동 등이 이용되어서 효과를 올리고 있다. 또한 모친의 대부분은 상당히 뿌리 깊은 심리적인 문제를 지니고 있으며, 여기에 대한 작용에 의해서 모자관계를 개선하는 일도 극히 필요하다.

## 같이 보기
- 침묵